# Киванука, Джозеф (епископ)
Джозеф Киванука, (англ. Joseph Kiwánuka25 июня 1899 — 22 февраля 1966) — угандийский прелат католической церкви, архиепископ Рубаги.

## Биография
Джозеф Киванука родился в Накиребе, округ Мпиги, Уганда, в семье католиков Викторо Катумбы Мундуэканика и Фелиситас Нанкья Ссабавева Намукаса. Родители отправили сына в миссионерскую школу Митала Мария в 1910 году. В 1914 году он поступил в малую семинарию, а затем — в Высшую семинарию Катигондо.

### Рукоположение
Киванука был рукоположен в сан священника 26 мая 1929 года и отправился в Рим для изучения канонического права в Папском университете Святого Фомы Аквинского, где получил докторскую степень по каноническому праву.
8 октября 1932 года он принял послушничество Белых Отцов в Алжире. По возвращении в Уганду в 1933 году он занимался пастырской деятельностью в Бикире и Буджуни, а также преподавал в семинарии Катигондо.

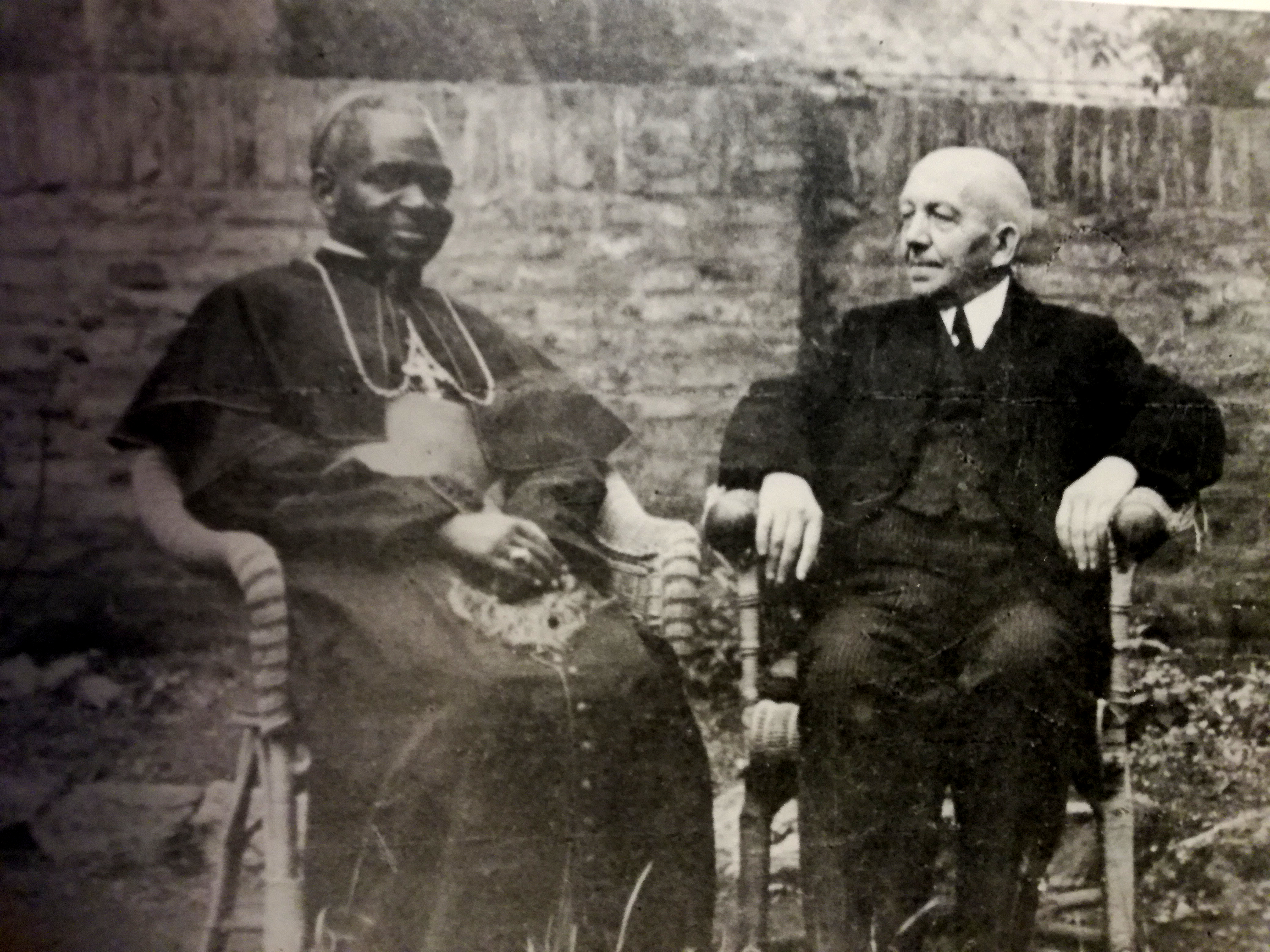
Джозеф Киванука (слева) и Вильгельм Клоер (справа), который был крестным отцом Кивануки во время его учёбы

25 мая 1939 года Киванука был назначен Папой Пием XII первым апостольским викарием Масаки и титулярным епископом Тибики. Он получил свою епископскую хиротонию 29 октября следующего года. Киванука стал первым коренным африканским епископом.
Кивануке был присвоен титул епископа после возведения его апостольского викариата на епархиальную кафедру 25 марта 1953 года. В ходе служение ему противостояли африканские националисты, многие из которых считали христианство чужеродной частью западной культуры.

### Архиепископство
20 декабря 1960 года Киванука был назначен архиепископом Рубаги. Он присутствовал на Втором Ватиканском соборе с 1962 по 1965 год, в ходе которого помогал Папе Павлу VI в канонизации угандийских мучеников 18 октября 1964 года. Его последним трудом было издание пастырского послания о политическом лидерстве и демократической зрелости во время правительственного кризиса президента Милтона Оботе. Киванука скончался в возрасте 66 лет и похоронен в столичном соборе Рубаги.

## Экуменическая деятельность
В 1963 году в Уганде был основан Объединённый христианский совет Уганды, который является членом Содружества христианских советов и церквей Великих озер и Африканского Рога. Его возглавили архиепископ Киванука, Митрополит Феодор Нанкьяма и архиепископ Лесли Браун.